# Manuel Rubey

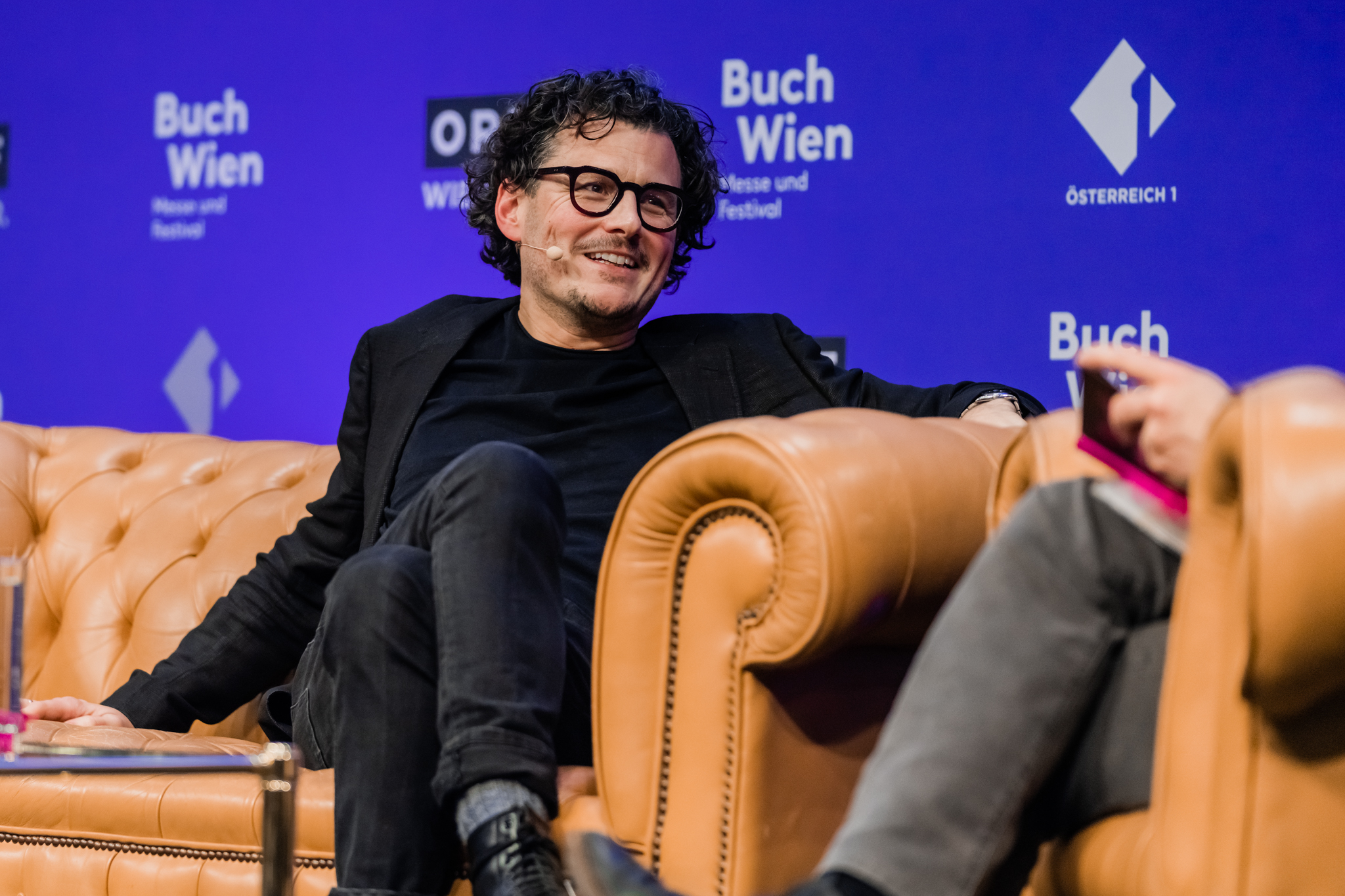
Manuel Rubey bei der Buch Wien (2022)

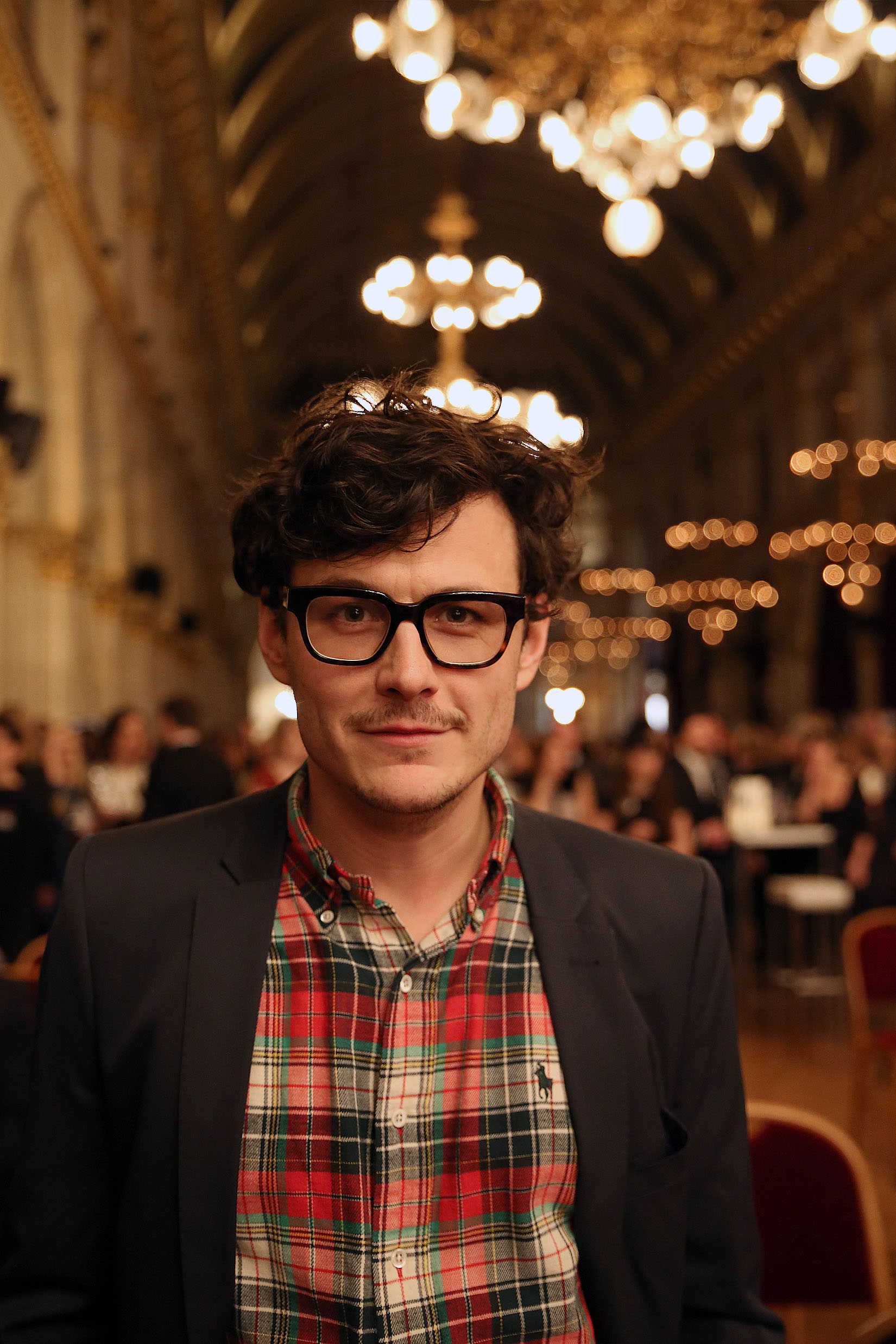
Manuel Rubey (2013)

Manuel Rubey (* 26. März 1979 in Wien) ist ein österreichischer Sänger, Schauspieler und Kabarettist.

## Karriere
Rubey studierte vier Semester Philosophie und Politikwissenschaft. Er absolvierte eine Schauspielausbildung an der Schauspielschule Krauss in Wien und spielte zunächst in diversen Kurzfilmen mit.

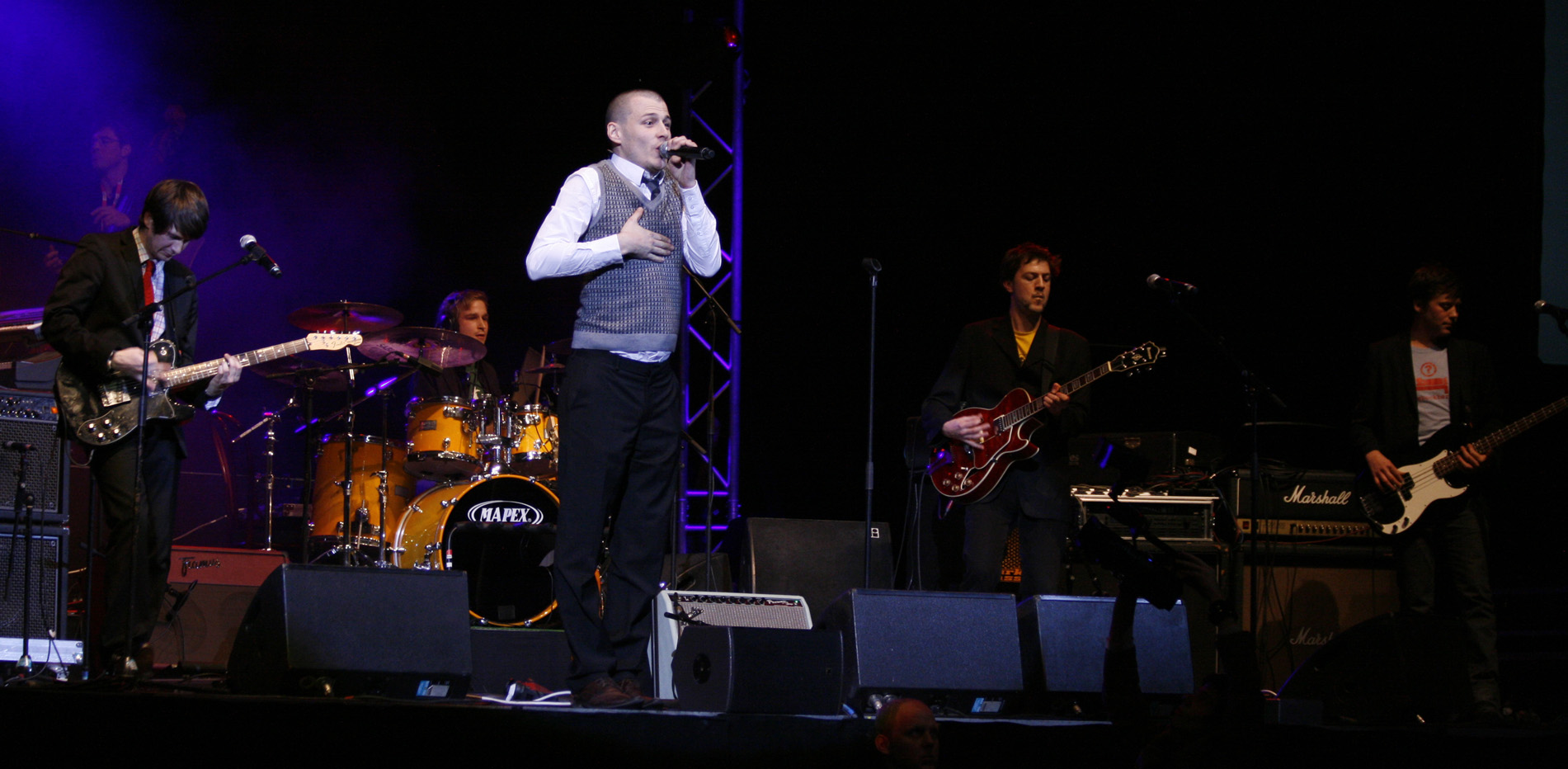
Mondscheiner (2008)

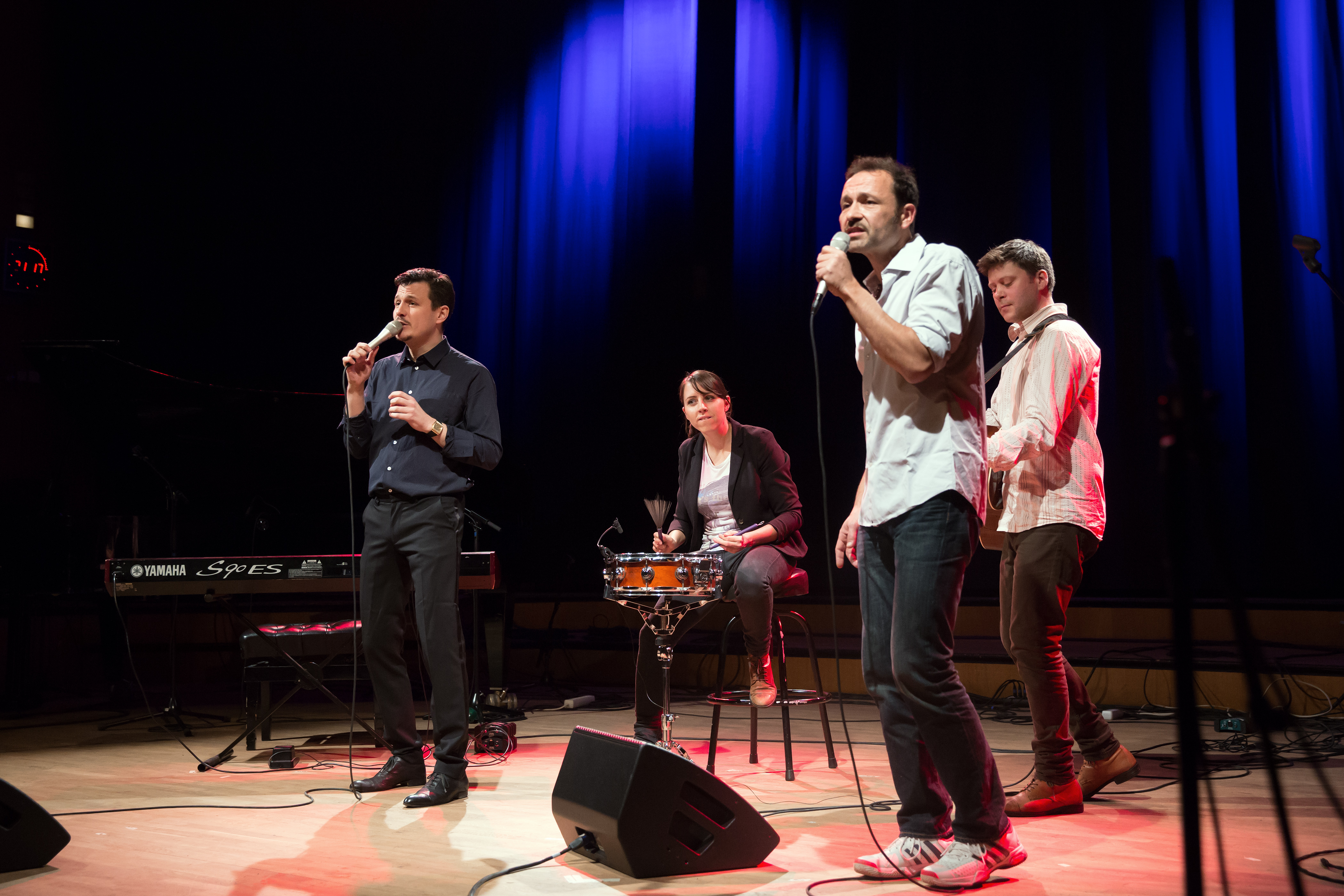
Familie Lässig (2015)

2002 war er Mitgründer und in der Folge Sänger und Frontman der Rockband Mondscheiner, deren Mitglieder teilweise schon zuvor in den 1990er Jahren gemeinsam Kabarett und Musik machten. Mit dem Track Das was wir sind kamen Mondscheiner 2006 auch in die Charts. Im November 2009 gab die Band ihre Auflösung bekannt, 2010 folgte noch eine Abschiedstour.
Von 2004 bis 2006 war Rubey als Theaterschauspieler unter anderem am Landestheater Linz in der Sparte u\hof:-Kinder- und Jugendtheater engagiert. Weitere Auftritte hatte er in den Stücken Picoletto (2006) und King Lear (2007).
Dem Kinopublikum wurde er in der Titelrolle von Falco – Verdammt, wir leben noch! (2008), einer Verfilmung des Lebens von Falco, bekannt. Es folgte eine Rolle an der Seite von Karl Merkatz in Echte Wiener – Die Sackbauer-Saga (2008), dem Kinofilm zur Fernsehserie Ein echter Wiener geht nicht unter. Auch zwei Jahre später spielte er in der Fortsetzung Echte Wiener 2 – Die Deppat’n und die Gspritzt’n die Rolle des René Sackbauer. Im Frühjahr und Sommer 2011 stand Rubey bei den Serien Braunschlag von David Schalko und Borgia vor der Kamera.
2011 präsentierte Rubey mit Thomas Stipsits im Wiener Rabenhof Theater das gemeinsame Kabarettprogramm Triest, für das sie mit dem Hauptpreis des Österreichischen Kabarettpreises ausgezeichnet wurden. Im selben Jahr spielte er ebenfalls am Rabenhof Theater mit Jaschka Lämmert, Philipp Hochmair und Robert Palfrader in Porno. Daneben entstand ab Herbst 2011 die Internetserie fauner consulting mit ihm in der Hauptrolle des Franz Fauner.
Als neues musikalisches Projekt entstand 2014 gemeinsam mit Boris Fiala, Gunkl, Kyrre Kvam, Cathi Priemer und Gerald Votava die Band Familie Lässig.
2015 folgte mit der Serie Altes Geld der zweite Teil von Schalkos geplanter Serien-Trilogie zum Thema Gier und Korruption. Ebenfalls 2015 feierte er, wieder gemeinsam mit Stipsits, die Premiere des Kabarettprogramms Gott & Söhne im Wiener Stadtsaal. In den Salzburger ORF-Landkrimis Drachenjungfrau (2016), Das dunkle Paradies (2019) und Flammenmädchen (2021) verkörperte er an der Seite von Stefanie Reinsperger den Ermittler Martin Merana.
Ab 2017 wirkte er in der Rolle des Geists vom Kronprinz Rudolf in Mayerling (Singspiel von Ernst Molden) am Wiener Rabenhoftheater mit.
Im Jänner 2020 feierte er mit seinem ersten Solokabarettprogramm Goldfisch im Wiener Stadtsaal Premiere. Am 20. August 2020 erschien sein erstes Buch Noch einmal schlafen, dann ist morgen. Im Herbst 2020 entstand unter der Regie von Andreas Kopriva der ORF/MDR-Fernsehthriller Jeanny – Das 5. Mädchen mit Manuel Rubey in der Hauptrolle des Steuerberaters Johannes Bachmann und Theresa Riess in der Titelrolle, die Handlung des Filmes wurde von Motiven des Liedes Jeanny von Falco inspiriert. Für seine Rolle im ORF-Landkrimi Vier wurde er am Fernsehfilmfestival Baden-Baden 2022 gemeinsam mit Laurence Rupp mit dem Sonderpreis für herausragende darstellerische Leistung ausgezeichnet.
Neben seinen beruflichen Tätigkeiten unterstützt Rubey verschiedene soziale Projekte und Aktionen gegen Rechtsextremismus. So sprach er sich auf seiner Homepage auch für den Rücktritt des damaligen dritten Nationalratspräsidenten Martin Graf (FPÖ) aus. Im Jahr 2016 war er Teil des Personenkomitees zur Präsidentschafts-Kandidatur Alexander Van der Bellens. Seit 2019 ist Rubey verheiratet.
Im April 2021 beteiligte sich Rubey an der Aktion #allesdichtmachen, bei der prominente Schauspieler die Maßnahmen zur Eindämmung der COVID-19-Pandemie ironisch-satirisch kommentierten. Die Aktion wurde kontrovers diskutiert. Rubey stellte kurz nach der Veröffentlichung ein Statement ins Netz, in dem er sich bei all jenen entschuldigt, die er „in irgendeiner Art und Weise verletzt“ habe und erklärte die Umstände, wie es zu seinem Video kam und dass er sich jetzt aus der Debatte nehme. Er löschte sein Video, hinter dessen Text zur Bedeutung der Kunst er weiterhin stehe.
Sein jüngerer Bruder ist der Filmeditor Benedikt Rubey. Für den Weihnachtsfilm Abenteuer Weihnachten stand er gemeinsam mit Tochter Luise Nolz vor der Kamera.

## Filmografie (Auswahl)
- 2007: SOKO Kitzbühel (Fernsehserie)
- 2007: Jump!
- 2008: Falco – Verdammt, wir leben noch!
- 2008: Echte Wiener – Die Sackbauer-Saga
- 2008: Schnell ermittelt (Fernsehreihe)
- 2008: Tatort: Exitus (Fernsehreihe)
- 2009: Blutsfreundschaft
- 2009: SOKO Donau (Fernsehserie)
- 2009: Tatort – Kinderwunsch
- 2010: Aufschneider (Fernseh-Zweiteiler)
- 2010: Die Mutprobe
- 2010: Die Spätzünder (Fernsehfilm)
- 2010: Jud Süß – Film ohne Gewissen
- 2010: Tag und Nacht
- 2010: Echte Wiener 2 – Die Deppat’n und die Gspritzt’n
- 2010: Paradeisiana (Kurzfilm)
- 2011: Brand
- 2011: Wie man leben soll
- 2011–2014: Borgia (Fernsehserie)
- 2011: fauner consulting (Internetserie)[20]
- 2011: Der Wettbewerb
- 2012: Stralsund – Blutige Fährte
- 2012: Hubert und Staller
- 2012: Braunschlag (Fernsehserie)
- 2012: Meine Tochter, ihr Freund und ich
- 2013: Zweisitzrakete
- 2013: Die Werkstürmer
- 2014: High Performance
- 2014: Boͤsterreich (Fernsehserie)
- 2014: Die Fremde und das Dorf
- 2015: Gruber geht
- 2015: Altes Geld (Fernsehserie)
- 2015–2017: Im Knast (Fernsehserie)
- 2016: Aus der Haut
- 2016: Seit Du da bist
- 2016: Was hat uns bloß so ruiniert
- 2016: Kater
- 2016: Landkrimi – Drachenjungfrau
- 2017: Treibjagd im Dorf
- 2017: Stadtkomödie – Die Notlüge
- 2017: High Society
- 2018: Feierabendbier
- 2018: Tatort: Der Mann, der lügt
- 2018: The Team – Fernsehserie, 2. Staffel
- 2019: Wilsberg – Minus 196°
- 2019: Landkrimi – Das dunkle Paradies
- 2019: Unter anderen Umständen – Im finsteren Tal
- 2019: Leberkäsjunkie
- 2019: Waren einmal Revoluzzer
- 2019: Irgendwas bleibt immer (TV-Thriller, ZDF)
- 2020: Annie – kopfüber ins Leben (Fernsehfilm)
- 2020: Dennstein & Schwarz – Rufmord (Fernsehreihe)
- 2020: Louis van Beethoven (Fernsehfilm)
- 2020: Die Chefin (Fernsehserie, Folge Gesundes Bayern)
- 2020: Marie Brand und die Liebe zu viert (Fernsehreihe)
- 2020: SOKO Köln (Fernsehserie, Folge Tod eines Elefanten)
- 2021: Landkrimi – Flammenmädchen (Fernsehreihe)
- 2021: Faltenfrei (Fernsehfilm)
- 2021: Landkrimi – Vier (Fernsehreihe)
- 2022: Jeanny – Das 5. Mädchen (Fernsehfilm)
- 2022: Die Glücksspieler (Fernsehserie)
- 2022: Corsage
- 2023: Am Ende wird alles sichtbar
- 2023: Weihnachtspäckchen ... haben alle zu tragen
- 2023: Abenteuer Weihnachten – Familie kann nie groß genug sein (Fernsehfilm)
- 2024: Die Herrlichkeit des Lebens
- 2024: 80 Plus (Alternativtitel Toni und Helene)
- 2024: Ewig Dein (Fernsehfilm)
- 2024: Verstehen Sie Spaß? (Fernsehshow)

## Diskografie
- 2008: Falco – Verdammt, wir leben noch! (Soundtrack)
- 2018: … Deine Lise – die Physikerin Lise Meitner im Exil (Audiobuch © 2018 Buchfunk Verlag/Leipzig)

## Programme
- 2011: Triest mit Thomas Stipsits
- 2015: Gott & Söhne mit Thomas Stipsits
- 2020: Goldfisch (Solo)[22]
- 2024: Das Restaurant mit Simon Schwarz[23][24]

## Publikationen
- 2020: Einmal noch schlafen, dann ist morgen. Molden/Styria, Wien 2020, ISBN 978-3-222-15057-9
- 2022: Der will nur spielen. Molden/Styria, Wien 2022, ISBN 978-3-222-15095-1

## Auszeichnungen

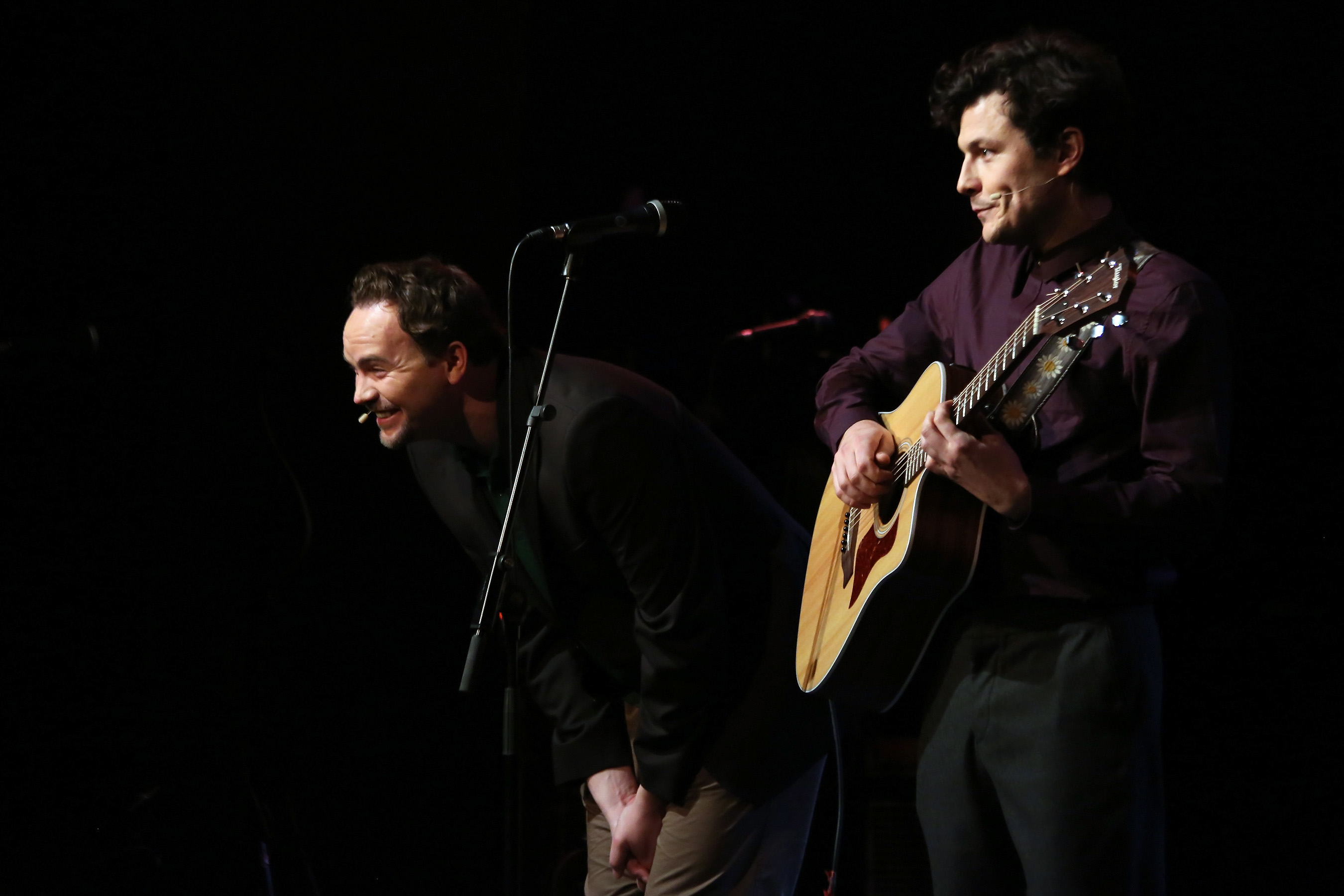
Rubey und Stipsits, Österreichischer Kabarettpreis 2012

- 2008: Undine Award als Bester Filmdebütant in Falco – Verdammt, wir leben noch!
- 2012: Österreichischer Kabarettpreis für Triest (mit Thomas Stipsits)
- 2016: Ybbser Spaßvogel (gemeinsam mit Thomas Stipsits)[25]